# Череміське (Катайський район)
Черемі́ське (рос. Черемисское) — присілок у складі Катайського району Курганської області, Росія. Входить до складу Ільїнської сільської ради.
Населення — 205 осіб (2010, 256 у 2002).
Національний склад станом на 2002 рік: росіяни — 82 %.